# (2594) Acamas
(2594) Acamas es un asteroide que forma parte de los asteroides troyanos de Júpiter y fue descubierto por Charles Thomas Kowal desde el observatorio del Monte Palomar, Estados Unidos, el 4 de octubre de 1978.

## Designación y nombre
Acamas fue designado inicialmente como 1978 TB.
Más adelante, en 1993, se nombró por Acamante, un personaje de la mitología griega.

## Características orbitales
Acamas orbita a una distancia media de 5,067 ua del Sol, pudiendo alejarse hasta 5,491 ua y acercarse hasta 4,644 ua. Su inclinación orbital es 5,533 grados y la excentricidad 0,08364. Emplea en completar una órbita alrededor del Sol 4167 días.

## Características físicas
La magnitud absoluta de Acamas es 11,8.